# إلين تيرانوفا
إلين تيرانوفا (بالإنجليزية: Elaine Terranova)‏ (1939)؛ كاتِبة وشاعرة أمريكية. درست في جامعة تمبل.